# Bol (Ciad)
Bol è un comune del Ciad, situato nel dipartimento di Mamdi,  provincia del Lago.. 
È il capoluogo del dipartimento.